# 高橋芳樹
高橋芳樹（たかはし よしき、1951年（昭和26年）7月2日 - ）は日本の俳優。東京都大田区生まれ。1959年（昭和34年）11月、真弓田一夫が主宰する劇団「ともだち座」に入団。1990年4月、山本安英や木下順二らの「ぶどうの会」の分派である「劇団民衆舞台」（桑山正一主宰）に入団。

## 出演
- 少年探偵団
- しゃあけい大ちゃん
- パパの育児手帳
- 忍者部隊月光
- 特別機動捜査隊
- NHK大河ドラマ「太閤記」
- ポーラテレビ小説「絹の家」
- NHK「雲のじゅうたん」
- 太陽にほえろ!